# 布鲁诺·瑟德斯特伦
布鲁诺·瑟德斯特伦（瑞典語：Bruno Söderström，1881年10月28日—1969年1月1日），瑞典男子田径运动员。他曾代表瑞典参加1908年夏季奥林匹克运动会田径比赛，获得一枚银牌和二枚铜牌。